# Heudicourt (Eure)
Heudicourt – miejscowość i gmina we Francji, w regionie Normandia, w departamencie Eure.
Według danych na rok 1999 gminę zamieszkiwało 535 osób, a gęstość zaludnienia wynosiła 50 osób/km² (wśród 1421 gmin Górnej Normandii Heudicourt plasuje się na 442. miejscu pod względem liczby ludności, natomiast pod względem powierzchni na miejscu 305).